# Zmrzlina
Zmrzlina je mražený mléčný výrobek ze směsi smetany nebo mléka, cukru, vajec, a přísad (ovoce, čokoláda, vanilka aj.).

## Historie
Ovocné šťávy chlazené ledem konzumovali již starověcí Egypťané a Řekové. Zmrzlé mléčné nápoje byly také oblíbené u starých Číňanů, Indů, Peršanů a Mongolů. Recepty na takto vyrobenou zmrzlinu měl ve třináctém století přivézt do Evropy cestovatel Marco Polo. Zmrzlina v pravém slova smyslu se objevila až od roku 1550, kdy Blasius Villafranca z Říma vyrobil zmraženou krémovou směs pomocí ledu prosypaného solí. Zpočátku se však zmrzlina prodávala jen v nejvyšších společnostech. Po objevení Ameriky přivezli evropští kolonisté zmrzlinu i do Nového světa.

### Cukrárny a kavárny
V roce 1686 otevřel Francesco Procopio di Cultelli, italský kuchař krále Ludvíka XV., v Paříži první francouzskou kavárnu (Café Procope), kde nabízel též zmrzlinu. V 18. století se zmrzlina začala prodávat i na pařížských ulicích a nastala móda zmrzlinových salónů (Café le Glacier, Eissalon, Eiscafé). 
V Anglii se zmrzlina stala populární v polovině 18. století, a to zásluhou italských a francouzských kuchařů, kteří se začali usazovat nejprve v Londýně. Viktoriánská Anglie si tak na zmrzlině a sorbetech s příchutí bezového květu, ananasu, meruněk, růžové vody či pistácií pochutnávala při odpoledních čajích a soaré.
Ve Vídni obdržel Johann Jakob Tarone (Taroni) v roce 1732 nejprve domovské právo a v roce 1748 mu město povolilo v jeho domě na Grabenu zřízení kavárny (Café Taroni). Kavárna se stala oblíbenou zejména pro konzumaci osvěžujících nápojů (limonád) a zmrzliny (Gefrorenes), která zde slavila vídeňskou premiéru. Taroni měl v nabídce malinovou, vanilkovou, citronovou a čokoládovou. Cena byla na tehdejší poměry vysoká, porce stála 12–30 krejcarů. V roce 1790 servíroval kavárník Johann Evangelist Milani ve své kavárně (Café Milani) na Uhelném trhu (Kohlmarkt) první ledovou kávu (Eiskaffee), tedy kávu s vanilkovou zmrzlinou a šlehačkou.
V roce 1827 započal s výrobou zmrzliny na Novém Městě Pražském kavárník Philipp Paska (též Paška). Jednalo se o zmrzlinu na italský způsob (Gefrorenes nach italienischer Art) – Sorbet. Kavárna (Paska's Kaffeehaus) se nacházela na Ovocné ulici čp. 770 a ve třicátých letech patřila k těm nejvybranějším. U Pašky stála jedna porce zmrzliny 18 krejcarů, velký žejdlík 1 zlatý 45 krejcarů. Na objednání vyráběl i větší množství. O rok později započal s výrobou Dominik Kaukal v Kounickém paláci v Mostecké ulici. Výroba zmrzliny v Praze se stala doménou cukrářů. Cukrář (Zuckerbäcker) Laurenz Köpf ji vyráběl ve své cukrárně na Týnské ulici čp. 629 a později přesídlil do Celetné. Zavedeným cukrářem se zmrzlinou byl též Michael Hascha (po něm i syn August Hascha a jeho dědicové) v domě U tří praporečníků (Drei Fähnriche) na nynější Husově ulici čp. 231/12.
Do poloviny 19. století se v Praze s prodejem zmrzliny etablovali cukráři: Johann Michael Hermann na Koňském trhu čp. 791, cukrárnu po něm převzal syn Jindřich Hermann, c. k. dvorní cukrář. Jeho zmrzlina byla proslulá a dodával ji i do bufetu Královského zemského německého divadla (od r. 1886 držel cukrářský závod cukrář Alois Lhotka). Dalšími byli Wilhelm Stutzig (též na Václavském náměstí), cukrář Adalbert Jäger v Celetné, taktéž s výbornou zmrzlinou. Nejednalo se ale o elegantní cukrárny, jaké se v té době nacházely v Německu. V Českých zemích a po celém Rakousku to byly jednoduché prodejní lokály, které nesměly vést nápoje.
Oproti tomu ve Vídni, kde se tradice kaváren nadále šířila, se v polovině 19. století nacházelo přes osmdesát kaváren (Kaffeehäuser), z valné většiny navštěvovaných jen pánskou klientelou. Café Français mělo v prvním patře dámský salonek. Ve všech kavárnách byla k dostání zmrzlina. K těm nejproslulejším patřily: Café Heydner (Graben), Wedel Kaffeehaus (Spitalplatz), Café Leibenfrost (Neuer Markt), Café Français (Stephansplatz), Kaffeehaus Daum (Kohlmarkt), Café-Konditorei Heiner (Wollzeile) či Café Zum Jüngling (dříve Café Taroni na Grabenu).
Na přelomu 18. a 19. století začaly smíšené zmrzliny se sekaným ovocem, ananasem, jahodami, višněmi atd. ztrácet na oblibě. Tón udávala Paříž s celou řadou «glaciers» (zmrzlináren) a honosně formovanými zmrzlinovými krémy. Na nejnižším stupni se nacházela výroba zmrzlin v Itálii, kde se po ulicích i v lepších podnicích prodávala zmrzlina na vodovém základě – sorbetti. К výrobě zmrzliny se používalo snad všech sladkošťavnatých plodů. Mléko, z něhož se zmrzlina začala vyrábět, bylo postupně nahrazeno hustou smetanou a tato zase šlehačkou. Ušlehaná sladká smetana se míchala s cukrem a s jemnou ovocnou mraženinou (ananasovou, jahodovou, malinovou, z muškátových hroznů), z které se pak vyráběly delikátní francouzské mražené crémy a parfaity (Semifreddo, Halbgefrorenes) v nepřeberném množství tvarů.

### Zmrzlinové formy a nádobí
Jest pravděpodobno, že teprve počátek stol. XIX. s vývojem cukrářství vnesl do života výrobu zmrzliny. Zdá se, že Vlaši svým nechutným »sorbetti« z vody a laciné štávy dali původní myšlenku Francouzům vyráběti mraženiny ze smetany, vajec a drahocenných šťav ovocných a formovati je cínovými formami v různé figury.
Ottův slovník naučný, 1908, sv. 27. s. 653
K formování zmrzliny se používaly cínované nebo silně pocínované cukrářské nádoby, které se skládaly z několika částí a měly rozličné tvary, například podobu ovoce, zeleniny, rostlin, zvířat a různých objektů či postav (amorek, děťátko, tanečnice) apod. Naplněné nádoby se uzavřely, spáry se zamazaly čerstvým máslem, nádoba se obalila pergamenovým papírem a vložila se do prosoleného ledu. Po vyjmutí z ledu se forma na krátkou chvíli ponořila do vlažné vody a následně otevřela. Vytvarovaná zmrzlina se z formy opatrně vyloupla a na okamžik vložila do čisté ledové vody, aby se na zmrzlině vytvořil lesklý povlak. Takto připravená zmrzlina se ještě dozdobovala karmínovými barvami, čokoládou, rozinkami apod. a potřela studenou vodou kvůli lesku. Servírovala se na porcelánových podnosech nebo skleněných mísách.
Původní košíčky s ovocem a jardiniérky nahrazeny Eiffelkami, větrnými mlýny s pohyblivým kolem, osvětlenými chrámy, obelisky a fantastickými skupinami. Sousoší a umělecké výtvory soudobých výtvarníků svou alabastrovou bělí jsou vrcholem tohoto umění a bývají v Paříži a na Rusi předkládány na podstavci přitesaném schválně z čistého bloku ledu. Oblíbeny jsou též napodobeniny vlastních sošek ze slonové kosti. Neméně důležitou jest kombinace různobarevných zmrzlin s crémy, které jsou obyčejně jádrem či náplní objektu.
Ottův slovník naučný, 1908, sv. 27. s. 653
Ke zmrzlině se většinou podávaly ozdobné lžičky klasické nebo lopatkovité ze stříbra, cínu či alpaky. K dokončovacím úpravám zmrzliny se používal speciální nůž na zmrzlinu se zoubkovaným ostřím. Nůž mohl být z cínu, alpaky nebo z javorového či zimostrázového dřeva. Výrobou cínového cukrářského nádobí a forem prosluly v habsburské monarchii v polovině 19. století firmy: Franz Ludwig Zimm a Joseph Pimpfinger z Vídně.
K expedici zmrzliny sloužily v první polovině 20. století. tzv. konzervátory, což byly kulaté plechové nádoby s dvojitými stěnami, mezi které se vkládal led. Tyto nádoby měly také výpustku na odkapávání rozpuštěného ledu. K tvarování zmrzliny se využívaly také formy pudinkové, na aspik nebo klasické formy čtverhranné či kulaté. Do těchto forem se často dávalo více druhů zmrzliny. Módní byly též dečky pod zmrzlinu (plátěné nebo krajkové).

### Migrující italští výrobci a prodavači zmrzliny
Není však třeba honositi se pověstí „starého pamětníka”, abychom si uvědomili, že dříve bývala zmrzlina u nás v Praze vzácností, aspoň ona rozvážená v bílém vozíku. Začal s tímto pouličním prodejem ital. starší muž, který dávno již je asi na pravdě boží, ale dosud utkvěl jistě v myslích mnohých Pražanů, pamatujících jeho širák, korpuletní menší postavu, bílý vous, lámanou češtinu, ale velmi dobrou zmrzlinu. Objevoval se na pražských ulicích jen když skutečně byla již velká parna a zvonkem upozorňoval na svůj příjezd.
Národní listy, 27.6.1930
Údolí Zoldo a Cadore patřila až do roku 1866 pod Lombardsko-benátské království a tedy pod vliv habsburské monarchie. Ještě před tím než začali italští výrobci zmrzliny z těchto oblastí putovat se svými zmrzlinovými vozíky za prací přes Dolomity na sever (do Vídně, po celém Rakousku a Uhrách a dále do zemí Koruny české), nacházeli v létě obživu v lese při zpracování dřeva a při výrobě hřebíků, v zimním období prodávali jedlé kaštany a horké hrušky. V polovině 19. století se zhoršila hospodářská situace a s klesajícími odbytišti se začalo místní obyvatelstvo v letním období věnovat výrobě zmrzliny. Rodiny italských zmrzlinářů zůstávaly obvykle v Itálii, zatímco muži se od června do září stěhovali na sever. Zbytek roku pak trávili v Itálii jako podomní prodejci nebo jako řemeslníci a dělníci v místních venkovských závodech.
Také Pražané se brzy naučili, že zmrzlina se řekne italsky gelattó, šlehačka pana montata, velká porce grande porcióne a malá picola. Zmrzlina se ze začátku podávala do bílého papírového kornoutu nebo na tácku z tuhého kartonu, pokud si ovšem zákazník nepřinesl na větší množství talířek nebo hrníček. K dostání byla většinou jen citrónová a malinová, kdežto jahodovou, vanilkovou, oříškovou, ananasovou nabízely zpravidla velké cukrárny.

### Živnostenský prodej zmrzliny
Císařským patentem Františka Josefa I. č. 227/1859 říšského zákoníku ze dne 20. prosince 1859 byl pro celý rozsah říše do života uveden živnostenský řád, který rozdělil živnosti na řemeslné, koncesované a volné, přičemž volné byly všechny, které živnostenský řád explicitně neuváděl.
Prodej roznášením upravoval § 60. V případech zvláštního zřetele mohl živnostenský úřad drobným živnostníkům (výrobcům zmrzliny) v jeho okrese usedlým za účelem jejich lepší obživy pokaždé na tři roky dovolit, aby své vlastní výrobky prodávali dům od domu v obci, ve které se nacházelo stanoviště jejich živnosti. K tomu účelu se pro jednoho živnostníka vyhotovovala zvláštní úřední legitimace, která však mohla sloužit k prokázání i určitým rodinným členům nebo dopředu jmenovanému zástupci.
V roce 1865 obdržel ve Vídni italský prodavač zmrzliny Tomea Antonio Bareta jako první živnostenské oprávnění pro zřízení pevného prodejního stanoviště v Prátru. V roce 1874 se přestěhoval do Lipska a v roce 1890 zde provozoval již na 24 zmrzlinářských vozíků. Jeho syn Bortolo si pro svůj byznys zvolil Budapešť a jeho firma se na začátku století rozrostla na 12 zmrzlináren s 60 zmrzlinovými vozíky.
V roce 1888 ministerstvo vnitra společně s ministerstvem obchodu rozhodlo, že výroba zmrzliny po živnostensku přísluší výhradně cukrářům a majitelům koncesí hostinských ve smyslu § 16 (prodeje pokrmů a občerstvení). Samostatná výroba zmrzliny jako živnosti svobodné nebyla povolena. Na podkladě tohoto výnosu měly živnostenské úřady oněm usedlým cukrářům, kterým na základě § 60 úředně dovolily prodávat zmrzlinu roznášením, nařídit, aby své prodejní zmrzlinové vozíky označili názvem firmy.
V roce 1889 ale Dolnorakouské místodržitelství výnos ministerstva zmírnilo a oznámilo, že ustanovení o živnostenské a koncesované výrobě se netýká těch případů, u nichž do vydání tohoto ministerského nařízení bylo vyrábění zmrzliny ohlášeno jako živnost svobodná a na základě tohoto ohlášení jim byl vydán živnostenský list.
Podle výnosu  policejního ředitelství v Praze ze dne 1. června 1910 se zákaz prodeje zmrzliny na ulici vztahoval pouze na ambulantní prodej zmrzliny od domu k domu. Na prodej zmrzliny na stálých stanovištích se tento zákaz nevztahoval, jelikož byl povolen na základě živnostenského listu. Ve smyslu tohoto ustanovení se tedy ambulantní prodej zmrzliny (jmenovitě takový, k němuž se užívalo k tomu účelu zřízeného vozíku) a prodej od domu k domu (v nádobách), neměl nadále trpět.

### Stroje na zmrzlinu a oplatkové kornouty
Na Villafrancově principu byl v Americe v roce 1846 patentován první ruční stroj na výrobu zmrzliny (vynalezla ho již v roce 1790 Nancy Johnsonová), proto se mu říkalo „americký stroj na zmrzlinu”. Obliba zmrzliny dala základ k rozvoji průmyslové výroby zmrzlinových přístrojů a na začátku 20. století již většina firem pracovala s přístroji na elektrický pohon, kterými se při malé spotřebě ledu a soli (v poměru 4:1, 3:1) vyrobilo až 50 litrů zmrzliny. 
K výrobě menšího množství zmrzliny se používal stále ruční Fullerův nebo Meidingerův přístroj. Fullerův (podle Williama Fullera) se skládal z otáčivé nádoby, do které se vkládala zmrzlinová směs. Tato nádoba se pak vložila do vědra s dvojitou stěnou (vyplněnou špatným vodičem tepla), v které se nacházel rozdrobený led a sůl. Přístroj se pak uzavřel víčkem. Meidingerův (podle fyzika Josepha Heinricha Meidingera) měl taktéž nádobu s dvojitou stěnou, do té se vkládala nádoba s kuželovitým vnitřním dírkovaným povrchem, naplněná hrubozrnnou kuchyňskou solí, která obstarávala stálou teplotu kolem −19 °C. Do té se pak vložila nádoba naplněná do 3/4 zmrzlinovou směsí a vnitřek byl až po okraj dosypán kaší z rozdrobnělého ledu a soli. Tento už neobsahoval kliku s hřídelí a nemuselo se směsí neustále otáčet.
Děti cuclaly střechýle (rampouchy) a křúpaly olipy (oplatky stočené do kornoutu), co si kúpily povedla u cukrářek, a pozpěvovaly za pěsničkáři.
Český lid, 1904
Italo Marchiony se narodil v údolí Dolomit (Vodo di Cadore) a v 90. letech 19. století emigroval do USA, kde v New Yorku provozoval několik restaurací. V roce 1903 si nechal patentovat strojní zařízení na vaflové šálky (ICE CUPS for Biscuit-Cups for Holding Ice-Cream). O patent se později soudil s firmou Valvona-Marchiony Company, kterou vlastnili Antonio Valvona a Italův bratr Frank Marchiony. Antonio Valvona z Manchesteru si totiž nechal v roce 1902 patentovat pec na faflové šálky (Apparatus for Baking Cups for Ice Cream) a u soudu vyšlo najevo, že Italo byl nějaký čas Frankovým partnerem. Vaflové kornouty se vyráběly nejčastěji ručně. V roce 1912 si nechal Frederick A. Bruckman z Portlandu patentovat stroj na válcování zmrzlinových kornoutů (automatic pastry-making machine) a v roce 1920 na pečení dutého pečiva, vaflí, sušenek nebo vaflových šálků či kornoutů.

### Amerika a Eskimo
První průmyslově vyrobená zmrzlina byla vyrobena v roce 1851 v Baltimore a v roce 1864 zahájila v New Yorku provoz první továrna na výrobu mraženého smetanového krému „Horton Ice Cream Company”. Zmrzlina se stala v Americe doslova národním pokrmem. V roce 1921 si nechal dánský přistěhovalec Christian Kent Nelson patentovat eskimo (Eskimo Pie/eskymácký koláč), což byla zmrzlina na dřívku a obalená v čokoládě. Potvrzení patentu proběhlo 24. ledna 1922 pod číslem 1 404 539. Ve stejném roce informoval o vynálezu eskima také československý tisk.
Naproti tomu eskimo pie je pojem naskrze kladný a sympatický. (Byl by to tak vtip, kdybyste ho už taky v Praze měli, a já vykládala, co a jak!) Je to malý, geometricky řečeno, hranol, asi tak 9 cm × 4 cm × 3 cm, politý ztuhlou čokoládou, a z čeho myslíte, že ten hranol je? Zmrzlina, samá zmrzlina, a přes ni kolem dokola čokoláda. Jeden člověk to tu vynašel před třema roky, patentoval, patent prodal a dnes — samozřejmě — je milionářem. A eskimo pie patří k americkému životu jako mrakodrapy k silhuetě New Yorku a komíny La France k Havru. Jako párek s křenem k Praze a petit suisse k celé Francii. Dostanete ho v každém druoptoru a každém hokynářství, zrovna jako obyčejnou zmrzlinu, stojí pět centů a kupujete si ho každý den.
Národní listy, 8.2.1925: Listy z Ameriky
V roce 1925 byla v Paříži založena společnost „Esquimaux-Brick“, která rozšířila svoji výrobu do dalších evropských zemí, zejména do Itálie a Maďarska. Společnost vyráběla „Esquimaux Bricks“, které tehdy neměly dřevěné držátko. V roce 1931 koupil firmu francouzský výrobce sýrů Gervais.
V Rakousku se stala v roce 1926 jediným výrobcem tzv. amerického národního pokrmu „Eskimo-Eiscreme” akciová společnost Milchindustrie (MIAG), Molkerei Großbetrieb (Wien, Lechnerstraße 4). První rok se zmrzlina Eskimo prodávala v kelímku a denní produkce se pohybovala kolem 2 000 litrů. Eskimo se prodávalo v mlékárnách. V roce 1927 začal MIAG ve Vídni s prodejem Eskima na dubovém dřívku – Eskimo Eislutscher. V roce 1960 převzala MIAG Unilever GmbH, která v roce 1970 fúzovala na Eskimo-Iglo GmbH.

## Zmrzlina v českých zemích v 19. století

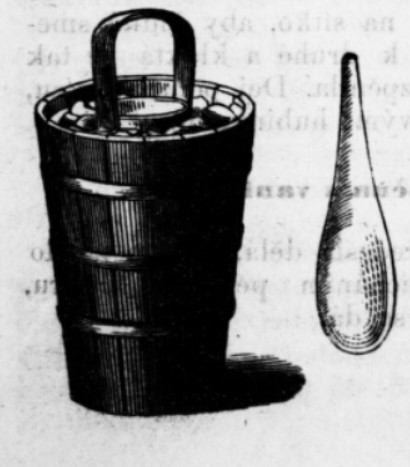
Zařízení pro výrobu zmrzliny (1864)

Výraz zmrzlina s výkladem „něco zmrzlého, zvláště jídlo ledem ztužené, zmrzlé...“ znal již Jungmannův slovník vydaný roku 1839, který jako příklad uvedl „zmrzlina pomorančová“. Předpisy na domácí výrobu zmrzliny čokoládové, jahodové, vanilkové, citronové, višňové a punčové zveřejnila Magdalena Dobromila Rettigová ve své kuchařce vydané roku 1826.

## Zmrzlina v Československu
Po šesti letech se v roce 1921 vrátili do ulic opět italští zmrzlináři a se svými vozíčky stáli v Praze téměř na každé křižovatce a nároží. Běžná porce zmrzliny do oplatkového kornoutu stála korunu. Za dvě nebo tři koruny bylo možné obdržet porci skoro tak velkou jak před první světovou válkou. Zmrzlina u cukrářů byla ale ještě v roce 1921 vázána na společnou koupi se zákuskem a byla drahá.
V roce 1923 otevřel známý pražský restauratér a kavárník Šramota Na Příkopech svůj Šramotův palác s velkokavárnou Lloyd (v 50. letech 20. století přeměněny na bufet a restaurant Moskva). Restaurace byla vybavena nejmodernějším strojním chladicím zařízením, které se používalo pro výrobu umělého ledu, zmrzliny a cukrářských krémů.
V roce 1930 v Praze neexistovala ulice, kde by se neprodávala zmrzlina a mražená káva či se neobjevil pojízdný vozík s bíle oděným prodavačem, u kterého stačilo objednat: „Jednu oříškovou a jahodovou se šlehačkou!” Ve stejném roce začali po Praze jezdit ve svých sidecar motorizovaní prodavači zmrzliny.
V roce 1931 žádal Svaz společenstev cukrům o vydání nařízení, které by na základě § 41. zákona proti nekalé soutěži upřesnilo pojem zmrzlina a zabránilo tak vydávání méně hodnotné vodové zmrzliny za zmrzlinu z mléka nebo smetany. Pražská obchodní komora návrhu svazu sice nevyhověla, ale hodlala nápravy docílit aplikací § 11. zákona o potravinách, který pravil, že se stává vinným přestupkem ten, kdo nabízí nebo prodává potraviny za účelem klamání a nesprávně je označuje. Porušení se trestalo pokutou nebo vězením v rozmezí od 1 týdne do 3 měsíců. Komora doporučila zákrok u ministerstva zdravotnictví, které by vydalo zemským úřadům normativní výnos.
Výrobu a prodej zmrzliny v Praze drželi v rukou převážně italští výrobci. Akciová společnost pro průmysl mléčný se sice zabývala přípravami na výrobu a prodej zmrzliny, ale po nezdařených pokusech v roce 1934 konstatovala, že by na trhu neuspěla, jelikož výrobny vedené vesměs Italy prodávaly zmrzlinu za lidové ceny, s nimiž by smetanová zmrzlina pražských mlékáren nemohla v žádném případě soutěžit a od zamýšleného projektu vlastní výroby upustila.
V roce 1931 si angličtí konstruktéři Dalton Henry Guy, Plunkett Reginald Joseph Albert a Smith James Woodrow nechali patentovat automat na zmrzlinu (uváděný v činnost vhozenou mincí). V roce 1937 deník Lidové noviny oznamoval, že v Americe už mají automaty na zmrzlinu: „Do automatu se vhodí žádaný peníz a stroj ihned vydá porci zmrzliny, která je zabalena v papírovém spirálovitě točeném obalu, který lze stupňovitě odvinovat. Na dno obalu je připojen papírový ubrousek, jenž slouží k očištěni rukou”.
Ústředna obchodních komor poukazovala již v roce 1930 na to, že se výrobci neslazených oplatek (tedy i oplatek zmrzlinových) domáhali zrušení paušální daně z obratu, kterou byla výroba cukrovinek tehdy zatížena, jelikož své výrobky považovali za polotovar. Výroba zmrzlinových oplatek z neslazeného těsta podléhala nakonec 4 1/2 % dani z obratu. Od 1. ledna 1937 byla zavedena 1% daň z obratu na veškeré neslazené pečivo pro výrobce i prodejce (cukráře a obchodníky). Neslazeným pečivem se rozuměly neslazené oplatky jakéhokoliv tvaru (oplatkové pláty, kornouty, mušle, bábovky, misky, rybičky), karlovarské suchary, neslazené sušenky a preclíky (též preclíkové kroužky a kolečka), neslazené tyčinky apod.
Po vyhlášení Protektorátu Čechy a Morava netrvalo dlouho a regulace jednotlivých zemědělských odvětví se odrazila na zmenšeném potravinovém sortimentu. Ještě před koncem roku 1939 byl vyhlášen zákaz prodeje smetany a v roce 1940 následoval zákaz výroby zmrzliny z plnotučného mléka a zákaz přídělu plnotučného mléka pro živnostenské zpracovávání (tedy pro cukráře, restaurace, mléčné bary, kavárny, jídelny, atd.)

### Eskimo v čokoládě
Dne 20. ledna 1934 si židovský obchodník Emil Propst (psán někdy též Probst), narozený 27. září 1889 ve Vídni, zažádal u Magistrátu hlavního města Prahy (živnostenský referát) o povolení živnosti na výrobu a velkoprodej cukrovinek, zejména zmrzliny v čokoládě pod známkou „Eskimo”. Firmu hodlal provozovat společně s Josefem Neuradem na adrese Praha II, Na Příkopě čp. 20. Firma nesla název Emil Probst, Zuckerwarenerzeugung (Eskimo – Brick). Eskimo (zmrzlina v čokoládě) bylo roznášeno v biografech a rozváženo zmrzlináři v bílých vozících a to až do roku 1939.
V létě 1939 si E. Probst (Propst) zažádal u Policejního ředitelství v Praze za účelem vycestování o osvědčení zachovalosti. Policejní ředitelství ale na podzim 1939 rozhodlo, že E. Probstovi starý pas nebude prodloužen a ani mu nebude udělen nový. Jednak proto, že je židovského původu, ale i pro další skutečnosti (udání) vedené ve spisu. Dne 27. července 1942 byli Emil Probst, jeho manželka Františka a dcera Lili Probstová deportováni do koncentračního tábora v Terezíně, kde všichni zahynuli.
V roce 1942 byla u Krajského obchodního soudu v Praze provedena u firmy Emil Probst, Zuckerwarenerzeugung (Eskimo – Brick) se sídlem v Praze, Na Příkopě čp. 20, změna zápisu. Majitel firmy Emil Probst a správce (Treuhänder) Hans Joachim Latz byli vymazáni. Jako majitel firmy byl do obchodního rejstříku zaznamenán Franz Tauchmann, bytem v Praze na Královské ulici čp. 57. Firma nesla nový název: „Eskymo – Süßwarenerzeugung Fr. Tauchmann”, česky Eskymo – výroba cukrovinek, Fr. Tauchmann.

### Vašatův Nanuk
V roce 1936 koupil Jaroslav Vašata na Václavském náměstí restauraci Evropu, kde otevřel plzeňskou restauraci a automat Vašata. V létě 1938 uvedl na trh svou zmrzlinu v čokoládě pod názvem NANUK.
Severní pól přeložen do Prahy
Nastala ohromná změna v zeměpisu: Severní pól přeložen do Prahy — a to do Vašatova automatu na Václavské náměstí. Co z toho vzniklo? VAŠATŮV NANUK! Nejskvělejší mražená lahůdka tohoto století! První výpravy pražských Eskymáků už se přihlásily. Přijďte také! Už ta podívaná, jak se NANUK dělá, stojí za to. Cena NANUKU je také pod nulou: jeden NANUK za 1 Kč!
P. S. Na všeobecnou žádost Pražanů prodává Vašata také populární ESKYMO. Můžete je dostat po celý den. - Vašata a spol., Václavské náměstí 16
Polední list, Praha, 11.07.1938
Jaroslav Vašata patřil k těm málo občanům, kteří tvrdili, že prezident Beneš tlak komunistů nevydrží. Již v únoru 1948 se rozhodl emigrovat – nejprve do Londýna, pak do Chicaga a nakonec do New Yorku, kde otevřel českou restauraci, kterou vedl až do roku 1967.

### Eskymo-Laktos
Prodavač nesl před sebou krabici a vykřikoval: „Frédo - lédo - mraženky!” a „Cuc na kládě v čokoládě!”
Pavel Augusta: Kniha o Praze 4
Bezprostředně po 2. světové válce spravovalo německé konfiskáty Ministerstvo zemědělství, pod které spadala i bývalá firma Emila Probsta. Po únoru 1948 se nacházely znárodněné potravinářské závody pod správou podnikových ředitelství a byly podřízeny ministerstvu výživy (od r. 1951 ministerstvu potravinářského průmyslu). V polovině roku 1949 byla úředně zrušena družstva i svazy (též Laktos, obchodní společnost mlékařských družstev, akc. spol. v Praze) a vzniklo Ústředí pro hospodaření zemědělskými výrobky. Mlékárny musely nejprve zásobovat smluvní státní podniky.
Ústředí pro hospodaření se zemědělskými výrobky, mléčný kombinát Laktos, jehož hlavní závod a podnikové ředitelství sídlilo v Praze na Českomoravská ulici 150, řídilo pobočné závody:
- Distribuční závod Praha VII, Osadní 30 (sídlo dřívějšího Obchodního ústředí českých a moravských družstevních mlékáren)
- Výrobna mléčných specialit Eskymo-Laktos, Praha II, Na příkopě 16
- Sklad II, Praha XI, Sladkovského náměstí 3
- Sklad III, Praha XVI, Kroftova 14
- Sklad IV, Praha XII, Mánesova 38
- Sklad V. Praha XIII, Moskevská 45
- Továrna na polévkové koření, chladírny a sušárna kaseinu, Brandýs nad Labem
- Tavírna sýrů, Velký Valtinov
- Tavírna sýrů, Polom u Hranic na Moravě
- Drůbežářský závod, Uherský Ostroh
- Distribuční závod, Brno, Vlečková č. 5 s prodejnou ve Velkém Brně, Novobranská 10/12
- Výrobna syřidel, Brno-Židenice, Filipinská 46
- Chladírny Novosedlice u Teplic
- Mléčný pavilon na Starém výstavišti v Praze

Laktos vyráběl tavené sýry, krémové sýry, mléčné speciality (Eskymo-Laktos), mražený smetanový krém (ice-cream »NANUK«), polévkové koření.
Mražený smetanový krém Chr. zn. »NANUK« v kelímku o obsahu 1/12 litru, není ovšem jedinou formou výrobku. Mražený smetanový krém jest též plněn do osmilitrových nádob, které jsou pak určeny k dalšímu porcování s ovocnou šťávou, nebo čokoládovou polevou a ovocnou ozdobou, nebo k přípravě parfaitů (směs mraženého smetanového krému s hrubosekaným ovocem, jamem, oříšky a ovocnou šťávou nebo čokoládovou polevou). Mražený smetanový krém formuje se též do kostek se zamraženými dřevěnými držátky, nebo je důležitou složkou k přípravě mléčných cocktailů, kterým dodává známé osvěžující chuti.
Svět práce, 15.12.1949
V roce 1951 bylo Ústředí pro hospodaření se zemědělskými výrobky a Velkodistribuční podnik vládním nařízením zrušeno.

### Pražské mlékárny, n. p.
Pražské mlékárny, n. p. otevřel v červenci 1949 na Václavském náměstí čp. 49 (nyní čp. 824/29) mléčný bar (bývalý bufet U Šenfloků, zavedený před válkou Vysočanskou mlékárnou), kde zahájil prodej mraženého smetanového krému Polárka (na způsob eskyma). Nejdůležitějším zařízením mléčného baru byl rozměrný mrazicí pult, v němž se udržovala stálá teplota (8 až 10 C). Polárka se v baru používala k výrobě mléčných koktejlů s příchutí čokoládovou, ovocnou či kávovou. Jinak se krém prodával ve skleněných pohárech s ovocnými kompoty a čokoládovou polevou. Zařízení na výrobu mraženého smetanového krému bylo dodáno ze zahraničí.
Vedle mléčného baru otevřely Pražské mlékárny dalších 20 prodejen v jednotlivých částech Velké Prahy, kde se Polárka prodávala v kulatých kelímcích z tuhého nepromokavého kartonu, s obsahem 0,12 litru po 12 Kčs za kus. Mražený krém Polárka se vyráběl ve Vysočanské mlékárně, která po znárodnění byla součástí národního podniku Pražské mlékárny. Na 100 litrů Polárky o tučnosti 8–13 % bylo zapotřebí 50 litrů mléka, 8 kg másla, 8 kg cukru, 6 kg sušeného mléka a vanilkové třešti. Výrobní kapacita mlékárny činila 8 000 litrů krému za 8 hodin. Plánována byla výroba Polárky »na špejli«, aby mohla být nabízena v biografech, divadlech a na nádražích.
Mražený smetanový krém Polárka byl pojmenován po úplně prvním mláděti ledního medvěda, kterého se v Pražské ZOO podařilo odchovat až do dospělého věku. Medvědice Polárka byla tehdy velmi populární. Pražské mlékárny využily této popularity a medvědice se stala logem nového smetanového krému. Polárka se na trhu objevovala nepřetržitě od svého založení až do roku 1989 (i když ne v takové míře). V roce 2018 prodělala značka velký comeback a obdržela zbrusu nový design. I přes inovaci zůstala medvědice Polárka stále jejím logem.
V roce 1953 byl zřízen Pražský mlékárenský trust, pod který spadaly všechny mlékárenské podniky v Praze a Středočeském kraji. V roce 1963 proběhla další transformace těchto mlékáren do jediného n.p. Laktos se sídlem v Praze. Největší výroba mražených krému byla od roku 1981 soustředěna do nové mlékárny v Praze-Kyjích (Pragolaktos).

## Zmrzlina ve 21. století

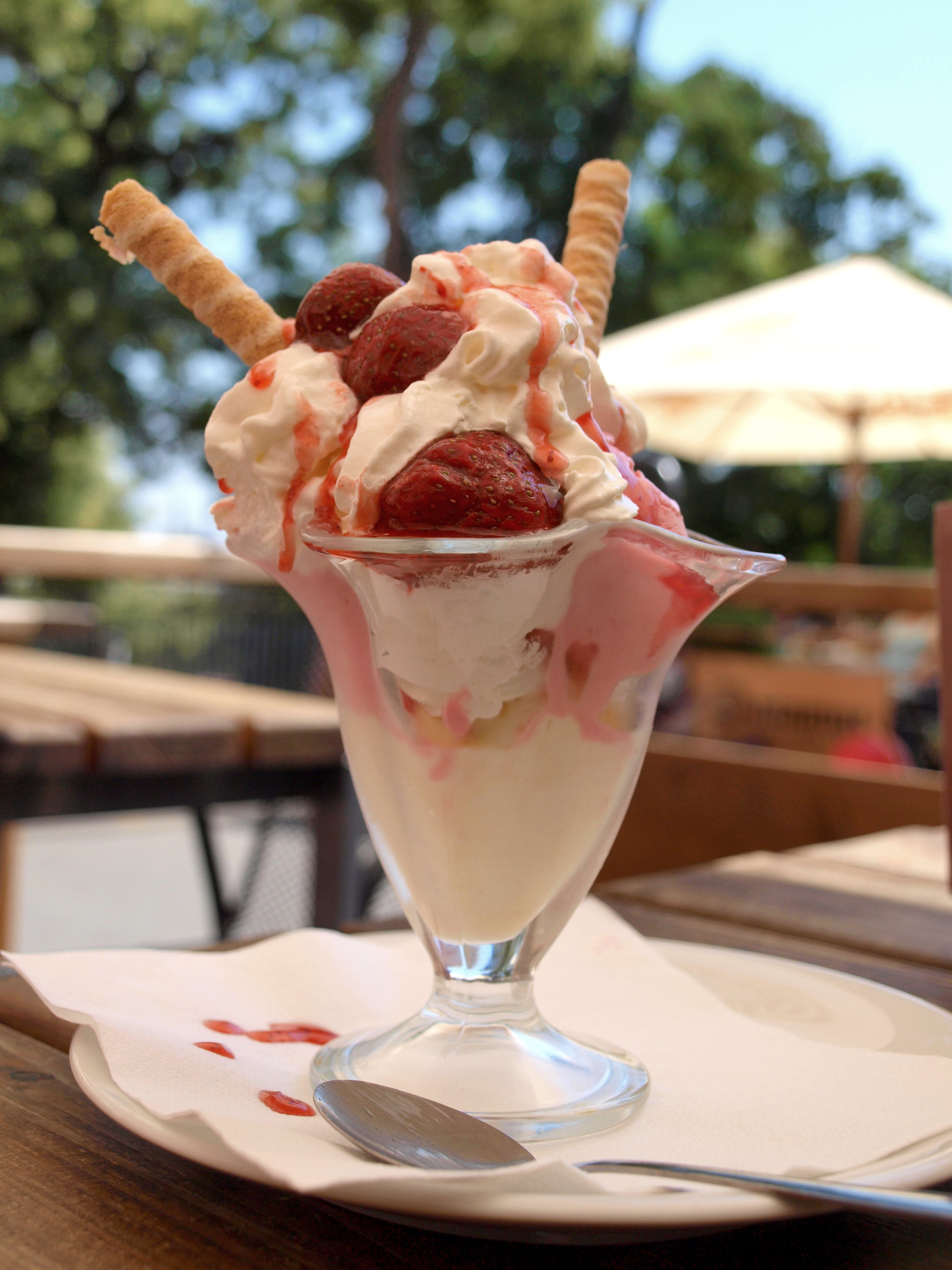
Zmrzlinový pohár s jahodami

Dnešní zmrzliny v Česku jsou vyráběny z mléka a smetany již zřídka, kvalitní zmrzlina je vzácností. Výrobky, které se objevují na pultech pod označením „zmrzlina“, jsou převážně mražené krémy, na jejichž výrobu se používají rostlinné tuky (výrobky z rostlinných olejů a tuků jsou levnější). K příchutím zmrzliny nepoužívají často výrobci originální ingredienci, ale náhražky, umělá ochucovadla a barviva.
Pravou zmrzlinu si někteří lidé podomácku vyrábějí sami z originálních surovin.
Pro průmyslově vyráběné zmrzliny se používají různé příchutě, které obsahují např. sušené mléko, guárovou gumu, stabilizátory, aromatické látky přírodně identické a barviva.

### Výroba a druhy zmrzlin

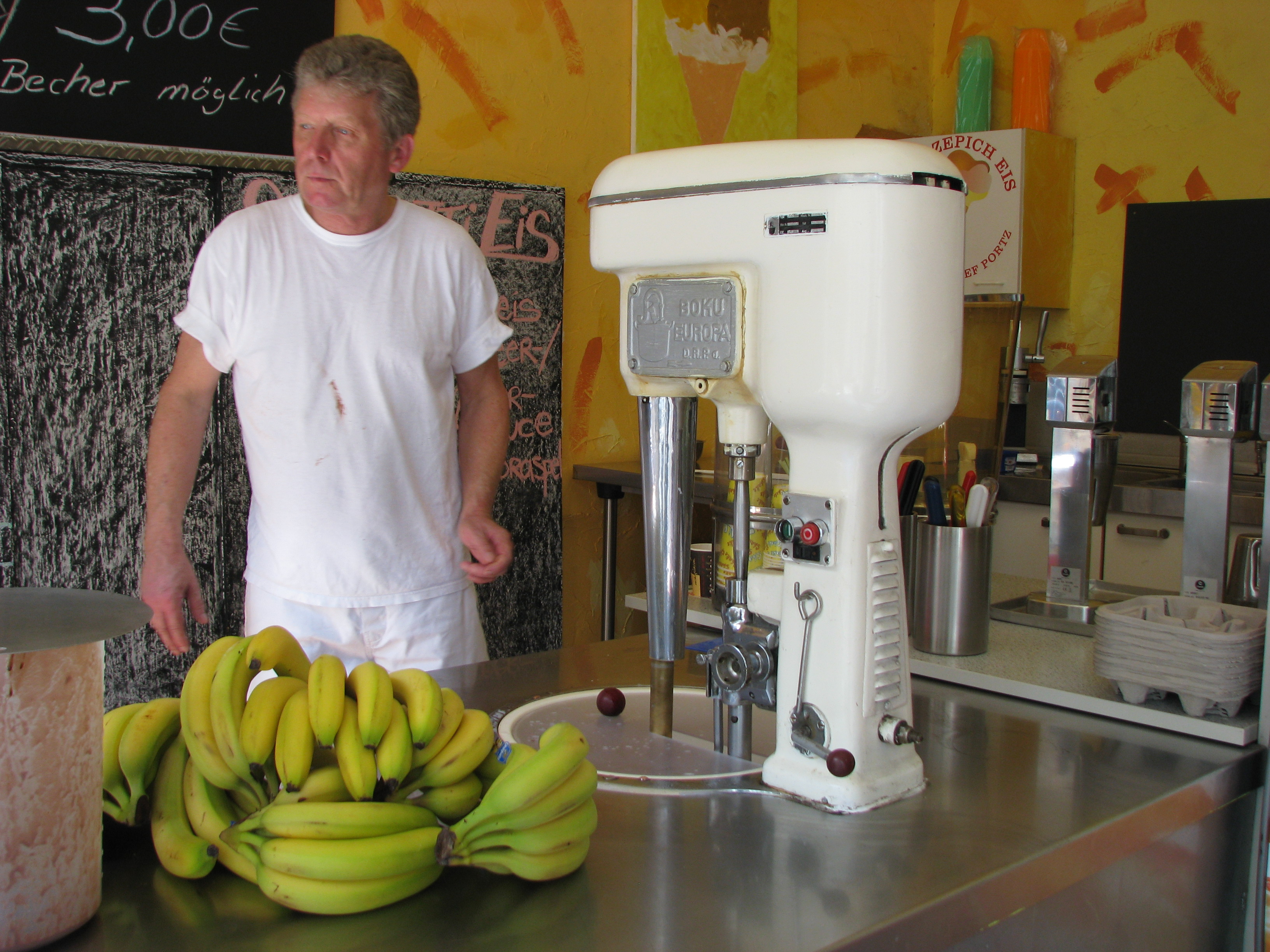
Zmrzlinový stroj značky BOKU Europa

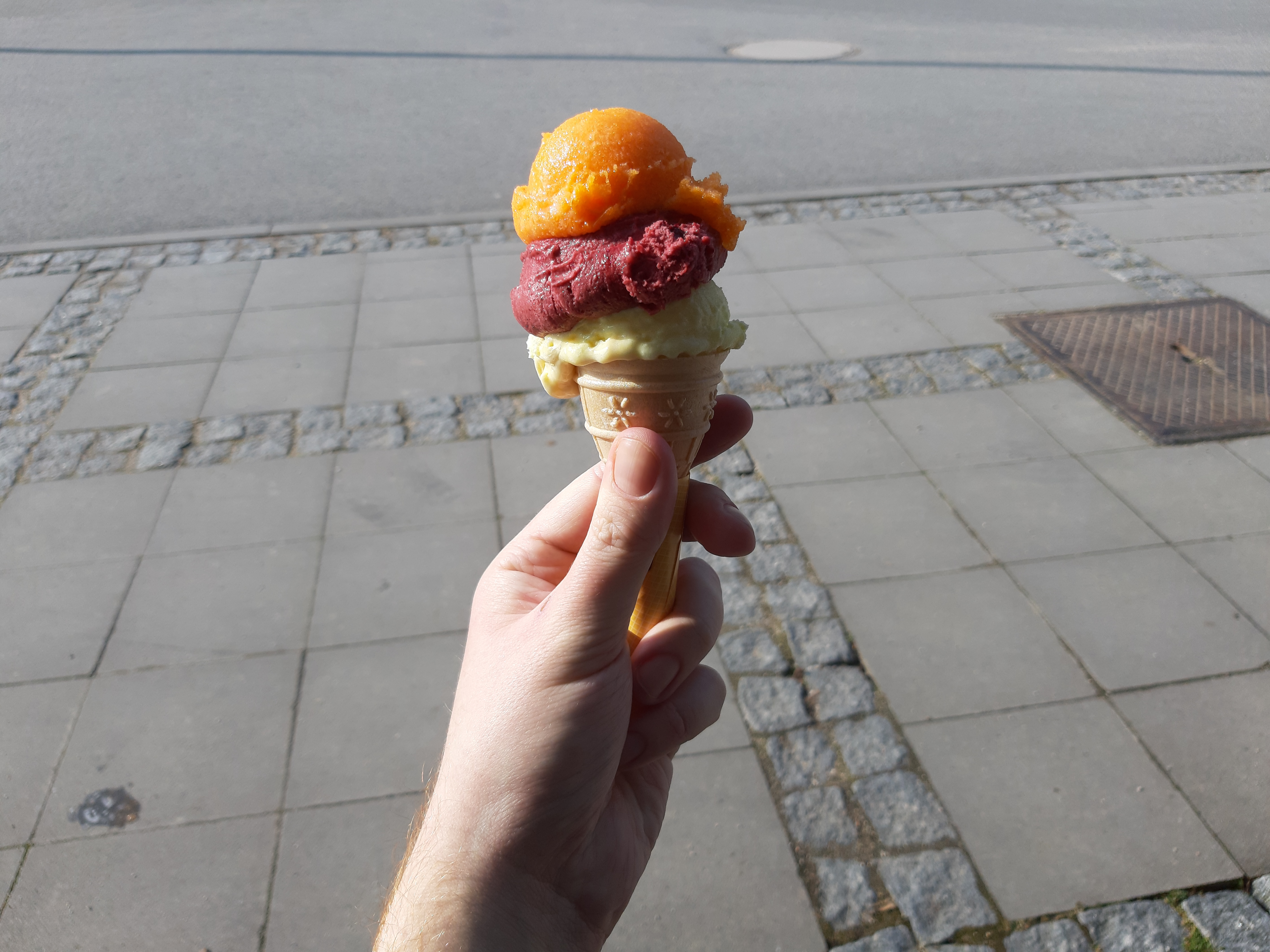
Zmrzlina v kornoutu, rakytník → borůvka → vanilka

Nejdříve se uvaří hmota, která obsahuje vodu, mléko, cukr, tuk a různé koncentráty. Pak přichází na řadu homogenizace (protlačení směsi pod tlakem jemným sítem) a pasterizace (krátkým tepelným šokem s následným rychlým ochlazením se odstraní mikroorganismy). Poté se směs šlehá a chladí. Pak se jí plní kornouty a kelímky nebo se formuje. Nakonec se zmrazí.
Z hlediska současných českých předpisů jsou zmrzliny to samé, co mražené krémy. Záleží jen na výrobci, jak své produkty označí. Konzistence mraženého krému musí být hladká, jemná, krémovitá, nemá obsahovat hrudky, větší krystaly a velké vzduchové bubliny, může však obsahovat viditelné částice přidaných ochucujících složek v nerozmělněné formě.
Mražené krémy se dělí na:
- mléčné – musí obsahovat nejméně 2,5 % mléčného tuku, nesmí obsahovat rostlinný tuk
- smetanové – obsahují alespoň 8 % mléčného tuku, nesmí obsahovat rostlinný tuk
- s rostlinným tukem – používá se rostlinný tuk, nejméně 5 %
- vodové – neobsahují tuk
- ovocné – vyrábí se z vody, obsahují nejméně 15 % ovocné složky (pokud se jedná o citrusy a exotické ovoce, dolní hranice je 10 %), nesmí se do nich přidávat tuk
- sorbet – musí obsahovat nejméně 25 % ovocné složky (pokud se jedná o citrusy a exotické ovoce, dolní hranice je 15 %), nesmí se do nich přidávat tuk

Pokud je zmrzlina ochucena aromatizující látkou (a ne např. ovocem nebo ovocnou šťávou), musí být výsledný výrobek označený „s příchutí“. Meruňková zmrzlina má tedy chuť z meruněk, ale zmrzlina s meruňkovou příchutí má chuť z meruňkového aroma. Toto pravidlo může porušit jen vanilková zmrzlina, která, i když obsahuje jen aroma, se může jmenovat vanilková.

### Skladování
Zmrzliny musí být v obchodě uloženy při teplotě −18 °C nebo nižší. Teploměr by měl být v mrazicích boxech viditelně umístěný.
Známkou špatného skladování je, pokud má zmrzlina zdeformovaný tvar, poškozený obal nebo obal s námrazou.

### Italská zmrzlina
Pravá italská zmrzlina není vyrobena z vody, rostlinných tuků a umělých přísad, ale ze smetany a čerstvého ovoce. To se odráží na její kvalitě a ceně.
Zmrzlina vyrobená z přírodních surovin má vždy méně jásavou barvu než zmrzlina z umělých ingrediencí.

### Zmrzlina a zdraví
- Zmrzlina se doporučuje při zánětech hrdla a ústní dutiny, při nechutenství a potížích s polykáním.
- Mléko ve zmrzlině je zdrojem vápníku a bílkovin.

- Některé ingredience ve zmrzlině mohou vyvolávat alergie.
- Při nedodržení hygieny během výrobního procesu mohou být zdrojem nákazy koliformní bakterie. Právní předpisy však nařizují přísné hygienické podmínky, které musí výrobci při výrobě zmrzliny zajistit. Využívají uzavřené výrobní linky, aby byla vyloučena možnost styku surovin s lidmi.